# La Liga 1945–46
Thống kê của La Liga ở mùa giải 1945/1946.
La Liga 1945–46 bao gồm các câu lạc bộ sau:
| - CD Alcoyano - Athletic Bilbao - Athletic Aviación de Madrid - FC Barcelona - CD Castellón - Celta Vigo - RCD Espanyol |  | - Hércules CF - Real Madrid C.F. - Real Murcia - Real Oviedo - Sevilla FC - Sporting Gijón - Valencia CF |

## Bảng xếp hạng
| Vị trí | Câu lạc bộ                  | Số trận | T  | H  | Th | BT | BB | Điểm | HS  |                                 |
| ------ | --------------------------- | ------- | -- | -- | -- | -- | -- | ---- | --- | ------------------------------- |
| 1      | Sevilla FC                  | 26      | 14 | 8  | 4  | 53 | 37 | 36   | 16  | Vô địch La Liga                 |
| 2      | FC Barcelona                | 26      | 14 | 7  | 5  | 48 | 31 | 35   | 17  |                                 |
| 3      | Athletic Bilbao             | 26      | 14 | 5  | 7  | 63 | 38 | 33   | 25  |                                 |
| 4      | Real Madrid C.F.            | 26      | 11 | 9  | 6  | 46 | 30 | 31   | 16  |                                 |
| 5      | Real Oviedo                 | 26      | 10 | 10 | 6  | 44 | 37 | 30   | 7   |                                 |
| 6      | Valencia CF                 | 26      | 9  | 10 | 7  | 44 | 36 | 28   | 8   |                                 |
| 7      | Athletic Aviación de Madrid | 26      | 10 | 6  | 10 | 50 | 48 | 26   | 2   |                                 |
| 8      | CD Castellón                | 26      | 11 | 4  | 11 | 38 | 54 | 26   | -16 |                                 |
| 9      | Sporting Gijón              | 26      | 9  | 7  | 10 | 37 | 39 | 25   | -2  |                                 |
| 10     | Celta Vigo                  | 26      | 9  | 3  | 14 | 57 | 56 | 21   | 1   |                                 |
| 11     | Real Murcia                 | 26      | 5  | 10 | 11 | 21 | 39 | 20   | -18 |                                 |
| 12     | RCD Espanyol                | 26      | 6  | 7  | 13 | 41 | 53 | 19   | -12 |                                 |
| 13     | CD Alcoyano                 | 26      | 7  | 5  | 14 | 39 | 54 | 19   | -15 | Xuống hạng tới Segunda División |
| 14     | Hércules CF                 | 26      | 5  | 5  | 16 | 30 | 59 | 15   | -29 | Xuống hạng tới Segunda División |